# شهرستان داشین
شهرستان داشین (به لاتین: Daxin County) یک شهرستان در جمهوری خلق چین است که در چانگژاو واقع شده‌است.

## خصوصیات
شهرستان داشین ۲٬۷۴۲ کیلومترمربع مساحت و ۳۵۹٬۸۰۰ نفر جمعیت دارد.